# Corsia lamellata
Corsia lamellata ist eine blattgrünlose Pflanzenart aus der Familie der Corsiaceae. Sie wurde 1913 von Friedrich Richard Rudolf Schlechter erstbeschrieben. Sie stellt in jeder Hinsicht die größte Art der Gattung dar.

## Merkmale
Wie alle Arten der Gattung hat auch Corsia lamellata die Photosynthese aufgegeben und bildet dementsprechend kein Chlorophyll mehr. Stattdessen lebt sie mykoheterotroph von einem Pilz.
Corsia lamellata ist eine unverzweigt und aufrecht wachsende, krautige Pflanze. Aus dem kurzen, kriechenden Rhizom sprießt ein 12 bis 25 Zentimeter langer, unbehaarter Stängel. Dieser ist mit drei bis fünf, lanzettlich-scheidigen, wechselständigen Blättern besetzt. 
Die aufrechten Einzelblüten sind endständig und dunkel weinrot. Von den sechs Blütenblättern (je drei Tepalen in zwei Blütenblattkreisen) sind fünf spitz linealisch-lanzettlich, 23 bis 25 Millimeter lang, sie stehen waagerecht bis leicht aufwärts gebogen. Das oberste sechste, das sogenannte Labellum, steht aufrecht, ist stark vergrößert (25 Millimeter lang, 15 Millimeter breit), mit neun fein behaarten Lamellen und spitz elliptisch. Am Ansatz ist es dreieckig verdickt, in der Verdickung findet sich ein Höcker. Das Labellum umschließt die Blütenknospe und überdeckt nach ihrer Öffnung schützend die anderen Blütenorgane.
Die an der Spitze leicht zurückgebogenen Staubfäden der sechs am Ansatz verwachsenen Staubblätter sind pfriemlich, die Staubbeutel annähernd quadratisch. Der Griffel ist zylindrisch und fast so lang wie die Staubfäden.

## Verbreitungsgebiet
Corsia lamellata ist im nordöstlichen Teil Neuguineas in den Wäldern des Bismarck-Gebirges in Höhenlagen von 1300 bis 1800 Metern auf humosen Böden beheimatet.